# كريس سفيريس
كريس سفيريس هو موسيقي وملحن يوناني، ولد في 8 يونيو 1956.

## وصلات خارجية
- كريس سفيريس على موقع IMDb (الإنجليزية)
- كريس سفيريس على موقع ميوزك برينز (الإنجليزية)
- كريس سفيريس على موقع أول ميوزيك (الإنجليزية)
- كريس سفيريس على موقع ديسكوغز (الإنجليزية)